# Arsène Lupin

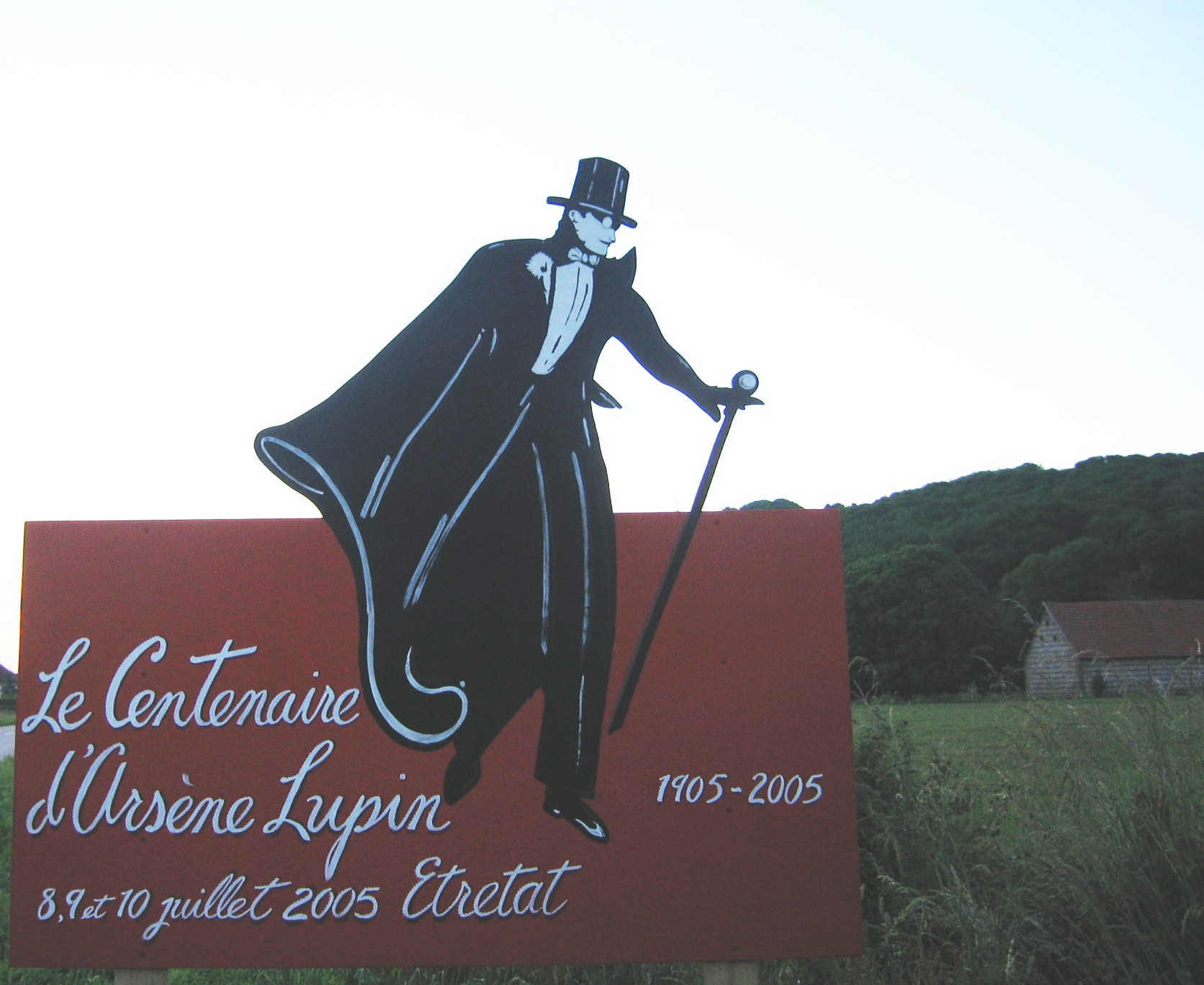
Schild anlässlich der Hundertjahrfeier in Étretat

Arsène Lupin ist eine Romanfigur des französischen Autors Maurice Leblanc. Der fiktive Meisterdieb ist in Frankreich und im französischsprachigen Teil Kanadas äußerst populär. 

## Charakterisierung
Arsène Raoul Lupin ist ein geborener Gentleman. Geboren 1874 als Sohn von Henriette d’Andrésy und Théophraste Lupin, genoss Lupin eine hervorragende Ausbildung in Jura und Medizin, wobei er sich auf Dermatologie spezialisierte. Neben Latein, Englisch und Griechisch beherrscht er mehrere moderne Sprachen fließend. Er ist Meister der Verkleidungskunst und der Verstellung sowie verschiedener Kampfsportarten und ein ausgesprochener Kunstkenner und Maler – in der hohlen Aiguille d’Etretat hortet er auserlesene Kunstschätze, darunter die Mona Lisa von Leonardo da Vinci. Lupin weiß um sein Genie, und es ist schwer für ihn, bescheiden zu sein. Das Katz-und-Maus-Spiel mit den Gesetzeshütern scheint ihm manchmal wichtiger zu sein als persönlicher Reichtum.
Lupin ist geschickt und vornehm im Umgang mit Frauen. Er verabscheut Gewalt und tötet dementsprechend nur in absoluter Notwehr. Meistens genießt er in den Romanen – wie auch in der realen Welt – die Sympathien der breiten Allgemeinheit, da seine Opfer stets auf sehr fragwürdige Weise zu ihrem Reichtum gekommen sind. Im Laufe der Zeit steigt Lupin vom Gegner der Behörden zu ihrem heimlichen Helfer auf – was sicherlich auch durch die Karriere seines Schöpfers bedingt ist.
Gegenüber Sherlock Holmes (in Leblancs Büchern aus rechtlichen Gründen „Herlock Sholmes“ oder im französischen Original „Herlock Sholmès“ genannt), Englands berühmtem Meisterdetektiv, zeigt Lupin ein gewisses Maß an Respekt und Bewunderung, da dieser der einzige ist, der ihn mehr als einmal in die Enge trieb. Als waschechtem Patrioten ist es ihm unmöglich, das viktorianische System anzuerkennen.
Arsène Lupin legt sich für seine Verkleidungen gerne Pseudonyme als Namen zu. Einige davon sind:
- Raoul de Limézy
- Vicomte d’Andrésy
- Horace Velmont
- Guillaume Berlat
- R.

## Entstehung

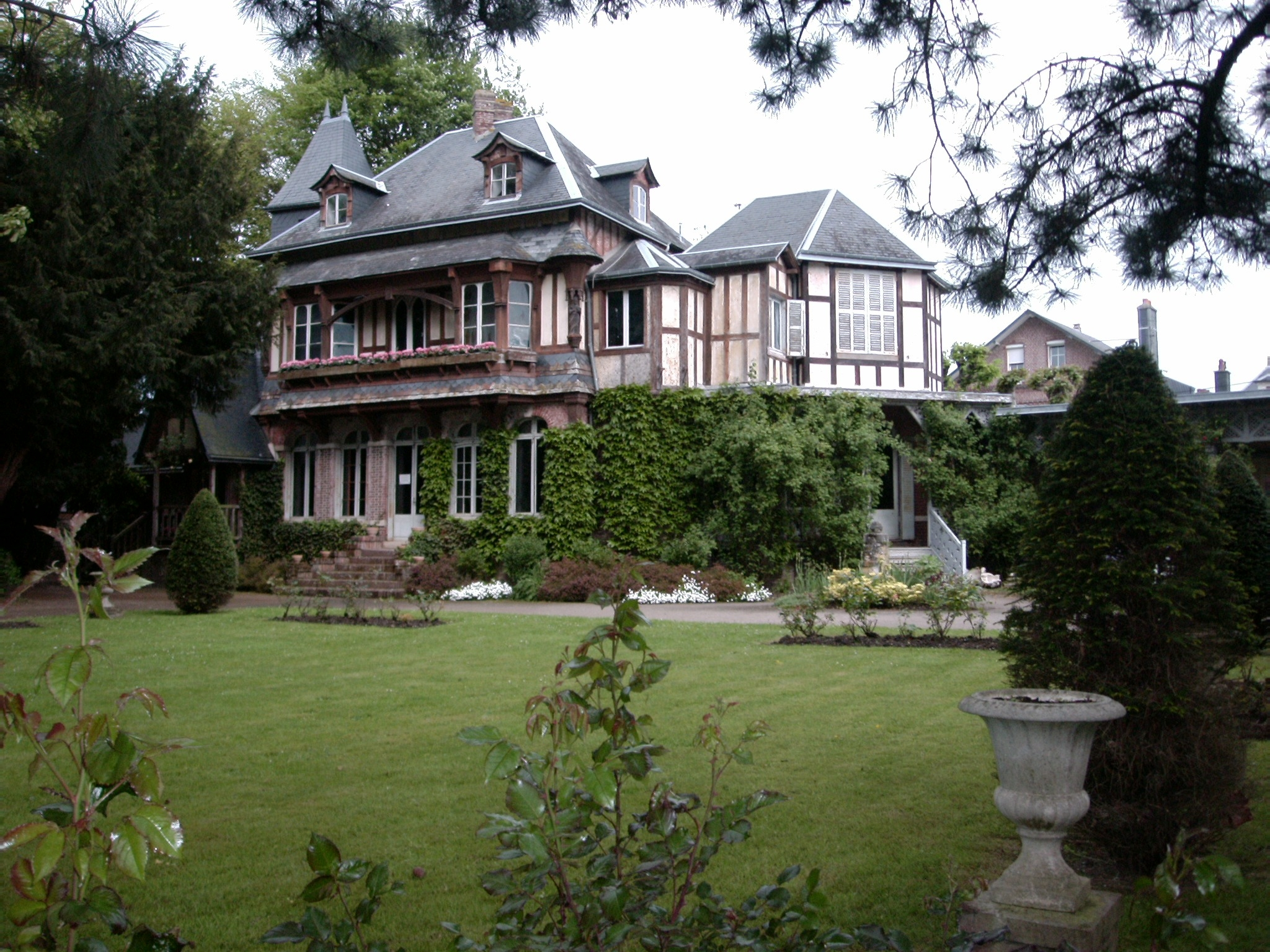
Wohnhaus Maurice Leblancs in Etretat, heute Museum Le Clos Arsène Lupin, Maison Maurice Leblanc

Die Abenteuer von Arsène Lupin wurden von Maurice Leblanc zwischen 1905 und 1935 in 20 Romanen, zwei Theaterstücken und etlichen Kurzgeschichten beschrieben. Seine ersten Schritte unternahm Lupin in Fortsetzungsgeschichten, die in dem Magazin „Je sais tout“ erschienen. Leblanc soll den Meisterdieb als Gegenstück zum sehr erfolgreichen Sherlock Holmes von Arthur Conan Doyle geschaffen haben – einer der Romane Leblancs heißt Arsène Lupin kontra Herlock Sholmes. Das Vorbild für Lupin ist nach verbreiteter Ansicht der anarchistische Illegalist Marius Jacob, auch wenn Leblanc dies stets bestritt.
Auch andere Autoren, vor allem das Autoren-Kollektiv Boileau-Narcejac, von dem fünf Romane vorliegen, veröffentlichten Geschichten um den Meisterdieb Arsène Lupin.
Die Romane der Arsène-Lupin-Reihe stellen eine wichtige Etappe in der Geschichte des Kriminalromans dar, weil sie die Perspektive vom Detektiv zum Kriminellen wechseln und den neuen Typus des Gentleman-Diebes einführen. Allerdings hatte schon zuvor der englische Schriftsteller  Ernest William Hornung seinen eigenen Meistereinbrecher A. J. Raffles entwickelt.
Der französische Vorname Arsène bezieht sich nicht auf das Gift Arsen, das auf Französisch arsenic heißt, sondern auf den Kirchenvater Arsenius den Großen.

## Bücher
Die Abenteuer des Arsène Lupin von Maurice Leblanc sind bis heute nicht vollständig ins Deutsche übersetzt. Teilweise gab es mehrere Ausgaben mit unterschiedlichen Titeln. 
| Band | Originaltitel                                        | Jahr                          | Gattung     | Deutsche Ausgaben |
| ---- | ---------------------------------------------------- | ----------------------------- | ----------- | --- |
| 1    | Arsène Lupin, gentleman-cambrioleur                  | 1907                          | Erzählungen | - Ein Verbrecher? Marquardt, Berlin 1913 - Herzsieben. Marquardt, Berlin 1913 - Die schwarze Perle. Schreiter, Berlin 1923 - Arsène Lupin, der Gentleman-Einbrecher. Diogenes, Zürich 1971 - Arsène Lupin, der Gentleman-Gauner. Diogenes, Zürich 1974 - Gentleman-Gauner. Belle Epoque Verlag, Dettenhausen 2021 - Arsène Lupin - Dieb und Gentleman (übersetzt von Olaf Knechten), Books on Demand, Norderstedt 2023 |
| 2    | Arsène Lupin contre Herlock Sholmès                  | 1908                          | Roman       | - Der blaue Diamant. Schreiter, Berlin 1923 - Die Judenlampe. Singer, Leipzig 1924 - Die blonde Dame. Singer, Leipzig 1925 - Arsène Lupin kontra Herlock Sholmes. Diogenes, Zürich 1983 - Der blaue Diamant: Arsène Lupin vs. Sherlock Holmes. Belle Epoque Verlag, Dettenhausen 2017 |
| 3    | L'Aiguille creuse                                    | 1909                          | Roman       | - Die hohle Nadel oder Die Konkurrenten des Arsène Lupin. Marquardt, Berlin 1914 - Die hohle Nadel oder Die Konkurrenten des Arsène Lupin. Diogenes, Zürich 1976 - Arsène Lupin und der Schatz der Könige von Frankreich. Matthes & Seitz, Berlin 2008 |
| 4    | 813                                                  | 1910                          | Roman       | - 813. Schreiter, Berlin 1923 - Die drei Verbrechen des Arsène Lupin. Schreiter, Berlin 1925 - 813 - Das Doppelleben des Arsène Lupin. Diogenes, Zürich 1971 - 813: Das Doppelleben des Arsène Lupin. Belle Epoque Verlag, Dettenhausen 2017 |
| 5    | Le Bouchon de cristal                                | 1912                          | Roman       | - Das geheimnisvolle Auge. Schreiter, Berlin 1923 - Der Kristallstöpsel oder Die Missgeschicke des Arsène Lupin. Diogenes, Zürich 1971 - Der Kristallstöpsel. Belle Epoque Verlag, Dettenhausen 2017 |
| 6    | Les Confidences d'Arsène Lupin                       | 1913                          | Erzählungen | - Arsène Lupin heiratet. Knaur, Berlin 1928 - Geständnisse eines Gentleman-Gauners. Belle Epoque Verlag, Dettenhausen 2023 |
| 7    | Les Dents du tigre                                   | 1914                          | Roman       | - Die Zähne des Tigers. Schreiter, Berlin 1926 - Der Zahn des Tigers: Die drei Verbrechen des Arsène Lupin. Belle Epoque Verlag, Dettenhausen 2018 |
| 8    | Le Triangle d'or                                     | 1918                          | Roman       | - Das goldene Dreieck. Schreiter, Berlin 1926 - Das goldene Dreieck: Lupin kehrt zurück. Belle Epoque Verlag, Dettenhausen 2019 |
| 9    | L'Île aux trente cercueils                           | 1919                          | Roman       | - Die Insel der 30 Särge. Schreiter, Berlin - Die Insel der 30 Särge. Diogenes, Zürich 1984 - Die Insel der dreißig Särge. Belle Epoque Verlag, Dettenhausen 2016 |
| 10   | Les Huit Coups de l'horloge                          | 1923                          | Erzählungen | - Acht Glockenschläge. Schreiter, Berlin 1927 - Die Uhr schlägt achtmal. Diogenes, Zürich 1985 - Acht Glockenschläge. Belle Epoque Verlag, Dettenhausen 2021 |
| 11   | La Comtesse de Cagliostro                            | 1924                          | Roman       | - Die Gräfin von Cagliostro oder die Jugend des Arsène Lupin. Schreiter, Berlin 1925 - Die Gräfin von Cagliostro oder Die Jugend des Arsène Lupin. Diogenes, Zürich 1972 - Die Gräfin von Cagliostro oder Die Jugend des Arsène Lupin. Insel Verlag, Frankfurt am Main 2009 |
| 12   | La Demoiselle aux yeux verts                         | 1927                          | Roman       | - Die Dame mit den grünen Augen. Schreiter, Berlin 1927 - Die Dame mit den grünen Augen. Belle Epoque Verlag, Dettenhausen 2016 |
| 13   | L'Agence Barnett et Cie                              | 1928                          | Erzählungen | keine Übersetzung |
| 14   | La Demeure mystérieuse                               | 1929                          | Roman       | - Die geheimnisvolle Villa, Belle Epoque Verlag 2021 |
| 15   | Le Cabochon d'émeraude (Les Exploits d'Arsène Lupin) | 1930                          | Roman       | keine Übersetzung |
| 16   | La Barre-y-va                                        | 1931                          | Roman       | keine Übersetzung |
| 17   | La Femme aux deux sourires                           | 1933                          | Roman       | keine Übersetzung |
| 18   | Victor, de la Brigade mondaine                       | 1933                          | Roman       | keine Übersetzung |
| 19   | La Cagliostro se venge                               | 1935                          | Roman       | keine Übersetzung |
| 20   | Les Milliards d'Arsène Lupin                         | 1939 (geschr.) 1941 (posthum) | Roman       | keine Übersetzung |
| 21   | Le Dernier Amour d'Arsène Lupin                      | 1936 (geschr.) 2012 (posthum) | Roman       | - Lupins letzte Liebe, Insel Verlag Berlin 2021 |

Pastiches von Pierre Boileau und Thomas Narcejac
- Arsène Lupin, das Geheimnis von Eunerville. Ullstein, Frankfurt am Main 1975, ISBN 3-548-01706-1
- Arsène Lupin, die Affaire Mareuse. Ullstein, Frankfurt am Main 1976, ISBN 3-548-01728-2
- Arsène Lupins zweites Gesicht. Ullstein, Frankfurt am Main 1976, ISBN 3-548-01782-4
- Arsène Lupin sorgt für Gerechtigkeit. Ullstein, Frankfurt am Main 1979, ISBN 3-548-01962-5
- Die Affäre Oliveira. In: Identitätlichkeiten. Kriminalparodien. Rowohlt, Reinbek 1982, ISBN 3-499-42600-5

Pastiches anderer Autoren:
- Kurt Juhn: Pražská hostina Arsèna Lupina, Bohumil Janda, Praha 1935, přeložil Ferdinand Kruliš
- Martin Barkawitz: Arsène Lupin und der Automatenmensch, Dettenhausen 2019, ISBN 978-3-96357-094-0
- Bernd Späth: Arsène Lupin - Terror in Paris, Dettenhausen 2023, ISBN 978-3-96357-248-7

## Hörspiele
Der SWR hat fünf Abenteuer des Arsène Lupin als Hörspiele produziert und in seinem 2. Radioprogramm gesendet:
- 2007 – Die Gräfin von Cagliostro oder Die Jugend des Arsène Lupin
- 2008 – Die hohle Nadel oder der Schatz der Könige Frankreichs
- 2009 – Arsène Lupin und die Frau mit den jadegrünen Augen
- 2011 – Arsène Lupin und die Insel der 30 Särge
- 2012 – Arsène Lupin gegen Herlock Sholmès

2024 verfrachtete das Hörspiellabel Maritim den Meisterdieb in das Universum rund um die Sonderermittler der Krone und den Zirkel der Sieben und startete eine eigene Hörspielserie. Timo Weisschnur leiht dabei Lupin seine Stimme.

## Filme und Serie
Es existieren zahlreiche Verfilmungen für Kino und Fernsehen:
- Der Stummfilm Arsène Lupin contra Sherlock Holmes stammt aus dem Jahre 1908.
- Der erste Hollywoodfilm mit Arsène Lupin (Arsene Lupin, der König der Diebe) stammt aus dem Jahr 1932.
- 1957 folgte der französisch-italienische Farbfilm Arsène Lupin, der Millionendieb mit O. E. Hasse und Liselotte Pulver, bei der sogar Kaiser Wilhelm II. in sein Fadenkreuz gerät.
- 1962 folgte der französische Film Auch Stehlen will gelernt sein (Originaltitel: Arsène Lupin contre Arsène Lupin).
- Die französische Fernsehserie Arsène Lupin mit Georges Descrières in der Hauptrolle lief in der Erstausstrahlung von 1971 bis 1974 mit 26 Folgen.
- Eine weitere Verfilmung (Arsène Lupin – Der König unter den Dieben von Jean-Paul Salomé) ist eine französische Produktion aus dem Jahre 2004.
- Seit Januar 2021 gibt es auf Netflix die Serie Lupin, welche in Paris spielt und in der Omar Sy als Hauptdarsteller einen Juwelendieb und Fan der Bücherreihe spielt. Inzwischen gibt es zwei Staffeln à fünf Kapitel sowie eine dritte Staffel mit sieben Episoden.
- Im Manga- und Animefranchise Lupin III erlebt der Urenkel von Arsène Lupin Detektivabenteuer.

Es gibt zahlreiche weitere Kino- und Fernsehproduktionen. Außerdem existieren Trickfilm- und Comicserien, die auf Geschichten um Arsène Lupin basieren.

## Museum

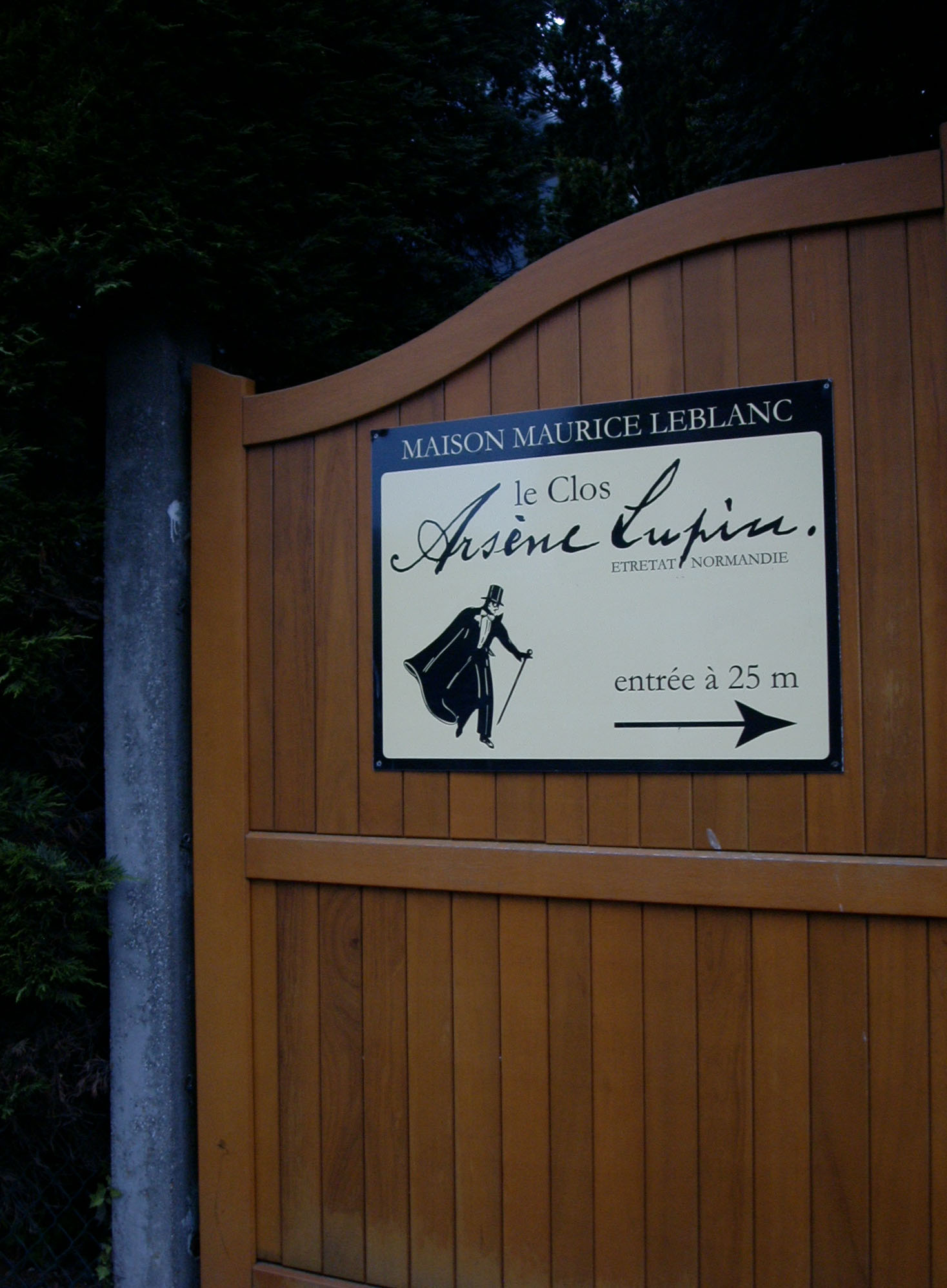
Arsène Lupin auf einem Wegweiser zum Museum Le Clos Arsène Lupin, Maison Maurice Leblanc in Étretat

In der ehemaligen Villa Maurice Leblancs in Étretat wurde durch dessen Enkelin im Jahre 1999 das Museum Le Clos Arsène Lupin, Maison Maurice Leblanc eröffnet, das zahlreiche Accessoires des fiktiven Romanhelden beherbergt.